# Marinella (zangeres)

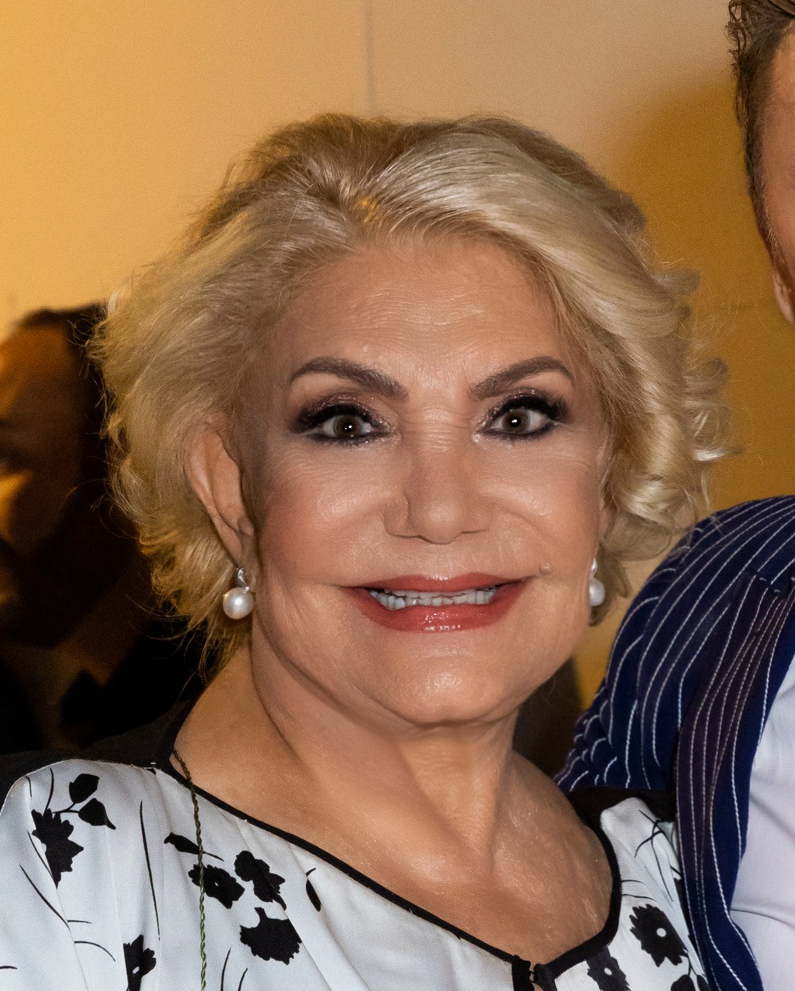
Marinella in 2022

Marinella (Grieks: Μαρινέλλα) (Thessaloniki, 19 mei 1938) is een Griekse zangeres, haar echte naam is Kyriaki Papadopoulou (Grieks: Κυριακή Παπαδοπούλου).
Haar debuutsingle Nitsa Elenitsa  verscheen in 1957. Ze werkte samen met de bekende folkzanger Stelios Kazantzidis, met wie ze later ook huwde.
In 1974 vertegenwoordigde ze Griekenland op het Eurovisiesongfestival met Ligo krasi, ligo thalassa kai to agori mou en werd ze 11de, het was de eerste Griekse deelname.
Later speelde Marinella in musicals mee, ze is vandaag de dag nog steeds populair in Griekenland.
1974: Marinella · 
1976: Mariza Koch · 
1977: Pascalis, Marianna, Robert & Bessy · 
1978: Tania Tsanaklidou · 
1979: Elpida · 
1980: Anna Vissi & Epikouri · 
1981: Yiannis Dimitras · 
1983: Kristi Stassinopoulou · 
1985: Takis Biniaris · 
1987: Bang · 
1988: Afroditi Frida · 
1989: Mariana Efstratiou · 
1990: Christos Callow & Wave · 
1991: Sophia Vossou · 
1992: Cleopatra · 
1993: Katerina Garbi · 
1994: Kostas Bigalis & The Sea Lovers · 
1995: Elina Konstantopoulou · 
1996: Mariana Efstratiou · 
1997: Marianna Zorba · 
1998: Thalassa · 
2001: Antique · 
2002: Michalis Rakintzis · 
2003: Mando · 
2004: Sakis Rouvas · 
2005: Elena Paparizou · 
2006: Anna Vissi · 
2007: Sarbel · 
2008: Kalomira · 
2009: Sakis Rouvas · 
2010: Giorgos Alkaios & Friends · 
2011: Loukas Giorkas feat. Stereo Mike · 
2012: Eleftheria Eleftheriou · 
2013: Koza Mostra feat. Agathonas Iakovidis · 
2014: Freaky Fortune feat. RiskyKidd · 
2015: Maria Elena Kiriakou · 
2016: Argo · 
2017: Demy · 
2018: Gianna Terzi · 
2019: Katerine Duska · 
2021: Stefania · 
2022: Amanda Tenfjord · 
2023: Victor Vernicos · 
2024: Marina Satti · 
2025: Klavdia
- Gemeinsame Normdatei: 1207193933
- International Standard Name Identifier: 0000 0004 0668 6453
- Library of Congress Control Number: nr95034297
- MusicBrainz: 9fc727ac-8955-431d-97d0-978b5cfd97c4
- Nationale Bibliotheek van Israël: 987010362818705171
- Trove: 1447359
- Virtual International Authority File: 76208491
- WorldCat: E39PBJwX9PcDGRmt9xKkDy8XBP